# Cseke Sándor (színművész)
Cseke Sándor (Nagyvárad, 1924. július 21. – Nagyvárad, 2006. február) színész, Cseke Péter színész apja.

## Életútja
Pályafutását mint műkedvelő kezdte. 1944-ben került a nagyváradi színházhoz segédszínészként, majd az évek során megbecsült színművész vált belőle. 1976 decemberében nyugdíjba vonult. Operettek táncoskomikusaként láthatta a nagyváradi közönség, de karakterszerepekben is feltűnt.

## Fontosabb színházi szerepei
- Laflèche (Molière: A fösvény)
- Aesopus (Figueredo: A róka meg a szőlő)
- Bóni (Kálmán Imre: A csárdáskirálynő)
- Báró (Gorkij: Éjjeli menedékhely)
- Bicska Maxi (Brecht: Koldusopera)
- Ficsúr (Molnár Ferenc: Liliom)